# Mansión de Lūznava
La Mansión de Lūznava (también conocida como Dlužneva o Glužņeva) es una casa señorial localizada en la villa de Lūznava, en el municipio de Rēzekne, Letonia. En la actualidad la escuela primaria local de Lūznava se localiza en la mansión. También existe un granero del siglo XIX en las cercanías de la mansión.

## Historia
La Mansión de Lūznava fue construida entre los años 1905-1911. El propietario de la mansión era el ingeniero lituano y polaco Stanisław Kierbedź y el arquitecto es desconocido, pero los rumores hablan de que fue construida según proyecto del propio Kierbedź. Fue construida de ladrillo rojo, con aberturas de ventanas, cornisa y columnas en la terraza.
En la Mansión de Lūznava puede verse una simbiosis interesante de estilo historicista y Art Nouveau. La división no homogénea de la fachada, los variados elementos arquitectónicos como alas asimétricas, porches, balcones y naves, generalmente correspondían a los principio del estilo Art Nouveau, aunque el edificio no está libre de motivos neogóticos.
Una de las salas en la mansión fue decorada con pinturas en los muros en estilo de secesión polaca por el pintor polaco K. Stabrowski. El edificio fue erigido en ladrillo y piedra. El propietario de la nueva mansión fue Eugenia Kierbedź (1855-1946), conocida como gran devota del arte moderno polaco y mecenas. Así, la mansión fue durante muchos veranos hogar para muchos pintores polacos y lituanos.